# Heydenia
Heydenia — рід грибів. Назва вперше опублікована 1852 року.